# Могилевская, Серафима Леонидовна
Серафима Леонидовна Могилевская (15 ноября 1915, Одесса, Российская империя — 4 мая 2016, Кёльн, Федеративная Республика Германия) — советская пианистка и педагог, профессор Одесской консерватории. Дочь трубача и дирижёра Леонида Могилевского.

## Образование
Одесская консерватория (в настоящее время - Одесская национальная музыкальная академия имени А. В. Неждановой) (1934 — 1937)

Московская государственная консерватория им. П.И. Чайковского (1937 — 1941)

## Места работы
Туркменское Государственное музыкальное училище им. Д.Овезова (с 1941 по 1945)

Туркменская государственная филармония (с 1941 по 1945)

Государственная консерватория А.Неждановой (с 1945 по 1982)

Школа им. П.С. Столярского (с 1950 по 1960)

## Биография
Серафима Могилевская родилась 15 ноября 1915 года в семье известного одесского трубача и дирижера - профессора Леонида Яковлевича Могилевского (1886-1950), одного из основателей и первых педагогов Одесской консерватории, заведующего кафедрой духовых и ударных инструментов в Одесской консерватории в послевоенные годы.

Обучаться игре на фортепиано начала в пятилетнем возрасте. С детства любила музыку, проводила много времени в Оперном театре, слушая выступления известных артистов.

В юности получила техническое образование и некоторое время проработала инженером. После полученной на заводе травмы навсегда вернулась к занятиям музыкой и поступила на подготовительное отделение Одесской консерватории. Впоследствии была принята в класс Марии Старковой.

Еще в бытность студентом Серафима Могилевская познакомилась со Святославом Рихтером, что привело к многолетней дружбе между музыкантами. Тогда же состоялось её знакомство с ещё одним музыкантом - Гедеоном Израилевичем Лейзеровичем (1910-1977) - её будущим мужем.

В 1937 году после расстрела брата Ионатана, Серафима Могилевская уезжает в Москву, где поступает в Московскую консерваторию в класс профессора Генриха Нейгауза. Следом за ней в Москву переезжает и Гедеон Лейзерович. Вскоре после этого Гедеон Лейзерович и Серафима Могилевская поженились.

В начале июня 1941 года Могилевская окончила обучение в Московской консерватории с рекомендацией в аспирантуру. Но началась война и она вместе с мужем была эвакуирована из Одессы в Ашхабад, где они успешно вели преподавательскую деятельность в музыкальном училище, занимались просветительской деятельностью и активно выступали с концертами.

После освобождения Одессы музыкальная чета вернулась в родной город. Их обоих пригласили в качестве преподавателей в Одесскую консерваторию. Позднее Серафима Могилевская стала также преподавать и в музыкальной школе им. Петра Столярского.

В 1945 году в семье С.Могилевской и Г.Лейзеровича родился сын Евгений. С раннего возраста Серафима Могилевская обучала сына по своей собственной методике. После окончания им школы им П.Столярского Могилевская доверила дальнейшее образование сына своему учителю Генриху Нейгаузу, который продолжил и завершил его обучение. 

Большую часть жизни Серафима Могилевская прожила в Одессе, где вела активную педагогическую и просветительскую работу. В начале 80-х годов XX века она уехала в Москву, а вскоре после этого - в Германию. Последние годы жизни Серафима Могилевская проживала и вела преподавательскую деятельность в городе Кёльн.

## Педагогическая деятельность
"Надо бесконечно любить музыку — только в этом тайна успеха!" Серафима Могилевская
Серафима Могилевская разработала собственный метод обучения фортепьянной игре. Первым учеником по этому методу стал её собственный сын Евгений Могилевский - победитель Международного конкурса пианистов имени королевы Елизаветы в Брюсселе (1964), профессор Брюссельской консерватории (с 1992 г.).

Также среди её учеников:
- Лауреат премии им. Прокофьева, Заслуженный артист Украины, член Международной академии наук, образования и искусств в Калифорнии, профессор Михаил Легоцкий
- Кандидат педагогических наук, профессор кафедры специального фортепиано ОНМА им. Неждановой Вячеслав Дашковский
- Основатель Международного музыкального фестиваля Odessa Classics, Народный артист Украины Алексей Ботвинов
- Заслуженный артист Украины Феликс Любарский
- Первые Лауреаты Украинского конкурса камерных ансамблей, члены Международной Ассоциации фортепианных дуэтов Виктор Фрейдман и Надежда (Нана) Журавская
- многие другие музыканты.

Все ученики Серафимы Леонидовны с теплотой отзывались о своей учебе у неё, называли её "нашей музыкальной мамой" и Учителем с большой буквы.

## Память
Ежегодно в Одессе в рамках Международного музыкального фестиваля Odessa Classics проводится Всеукраинский конкурс молодых пианистов имени Серафимы Могилевской.

## Публикации
Могилевская С.Л. "Мысли о музыке и о себе" ISBN 978-5-903070-32-9, «Издательство Вернера Регена» 2010
"В этой книге читатель прочтёт заметки моей матери о фортепианной игре. Моя мать Серафима Леонидовна Могилевская - поистине необыкновенная женщина. В свои 93 года она постоянно находит талантливых детей и молодёжь, с которыми она занимается бесплатно. Даже сейчас у неё фактически существует по-настоящему серьёзная школа игры на фортепиано. Здесь моя мама обучает детей не только так, как её обучали лучшие профессора, но и в соответствии с её собственным подходом. Она выработала свою собственную систему педагогики, которую много лет практикует. Я поистине преклоняюсь перед моей мамой и думаю, что, наверное, никогда ещё не было столь уникального педагога, как она". Профессор Брюссельской консерватории Евгений Могилевский